# エリック・ムーケ
エリック・ムーケ（Éric Mouquet、1960年3月19日 - ）はフランス北部、ヴァランシエンヌ出身のミュージシャン。ディープ・フォレストの設立者。妻は日本人のユキ・ムーケ(Yuki Mouquet)。

## 経歴
ディープ・フォレストとしてグラミー賞に2度ノミネートされる(1995年、ベスト・ワールドミュージック・アルバム部門でグラミー賞を受賞、また後にダフト・パンクがグラミー賞を獲得するまで、フランスのミュージシャンとしては唯一でもあった)。同年、ワールドミュージック賞も獲得。
世界中で500万枚の売り上げを果たす大成功を収めた後、エリックは自身の持つ音の表現幅を拡げつつ、他のアーティストへの曲の提供やプロデュースに方向を定め、元ちとせ（日本）アンナ・トロハ（スペイン）カトリーヌ ・ララ（フランス）等、世界中のアーティストの作曲およびプロデュースを次々と手がける。2004年よりジョシュ・グローバン（アメリカ）とのコラボレーションを始める。
1000万枚以上の売り上げを記録したジョッシュのアルバム“Closer”の内2曲はエリックの作曲とプロデュースによる。
さらには2006年のジョッシュのアルバム“Awake”において、ハービー・ハンコックによる伝説的なピアノで演奏される“Machine”も含め、2曲の作曲・プロデュースをしている。
2007年よりアルバム“Deep Brasil”の作曲を始める。常に新しい創作を追求するエリックは、中国の歌手サ・ディンディンとのコラボレーションで次なるアルバム"Deep China"のための3曲を作曲。
2008年6月にDEEP PROJECTSのレーベルを設立。このレーベルの目的は「旅」からインスピレーションを受けた音楽と世界中のミュージシャンとの出会いの奨励である。
旅の第1弾は、アルバム“Deep Brasil”。フラヴィオ・デルイゾラの歌声に導かれる奥深いブラジルへの旅である。アルバム"Deep Africa"と"Deep China"も制作進行中であり、2008年末の発売が予定されている。